# راديوم
الراديوم هو عنصر كيميائي مشع يرمز له بالرمز Ra ورقمه الذري 88.، لونه أبيض نقي تقريباً وهو من المعادن القلوية الترابية ولكنه يتأكسد بسهولة عند تعرضه للهواء، فيصبح أسود اللون. وينتج عن اضمحلاله الإشعاعي غاز الرادون.اكتشفه الزوجان بيير وماري كوري في عام 1898م.
قامت ماري كوري وأندريه لويس دوبييرن بفصل الراديوم من خلال التحليل الكهربائي لكلوريد الراديوم في عام 1910م. أُطلق على الراديوم عدة أسماء منذ اكتشافه مثل الراديوم A والراديوم C2 والعديد من العناصر الأخرى التي هي نتائج اضمحلال الراديوم.
تم العثور على الراديوم في الطبيعة في خامات اليورانيوم بكميات ضئيلة، بمقدار سبع غرامات للطن الواحد من اليورانينايت. وهو لا يعتبر ضروريًا للكائنات الحية، ولكن قد ينتج عنه أضرار صحية عندما يتم دمجه في العمليات البيوكيميائية بسبب نشاطه الإشعاعي والتفاعلات الكيميائية.

## تواجد الراديوم
تتمتع جميع نظائر الراديوم بعمر نصفي أقصر بكثير من عمر الأرض، بحيث يمكن لأي راديوم بدائي أن يتحلل منذ فترة طويلة. ومع ذلك، لا يزال الراديوم متواجدًا في البيئة، لأن النظائر 223Ra و 224Ra و 226Ra و 228Ra هي جزء من سلاسل الاضمحلال لنظائر الثوريوم واليورانيوم الطبيعي؛ وبما أن الثوريوم واليورانيوم يمتلكان فترات نصف عمر طويلة، فإن هذه النظائر يتم تجديدها باستمرار بسبب انحطاطها. ومن بين هذه النظائر الأربعة، يمتلك 226Ra أطول فترة زمنية (نصف عمر 1600 سنة)، وهو منتج نتج من تآكل من اليورانيوم الطبيعي. ونظرًا لطول عمره النسبي، يُعدّ 226Ra هو النظير الأكثر شيوعًا للعنصر، ويمثل حوالي جزء واحد لكل تريليون من قشرة الأرض. وهكذا، يتم العثور على الراديوم بكميات ضئيلة في اليورانيوم المستخرج من اليورانينيت ومختلف المعادن الأخرى المستخرجة من اليورانيوم، وحتى بكميات أصغر في معادن الثوريوم. عادةً ما ينتج طن واحد من اليورانينيت حوالي سابع غرام للراديوم. يحتوي الكيلوغرام الواحد من قشرة الأرض على حوالي 900 بيكوغرام من الراديوم، ويحتوي لتر واحد من ماء البحر على حوالي 89 فكتوغرام من الراديوم.

## تاريخ الراديوم

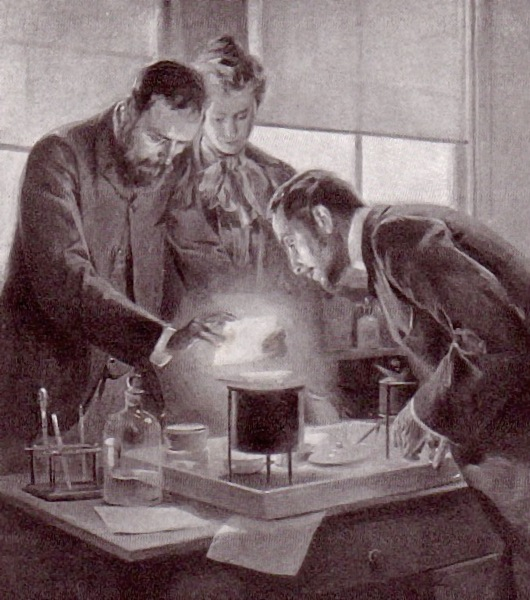
ماري وبيير كوري أثناء إجراء الاختبارات على الراديوم

تم اكتشاف الراديوم من قبل ماري سكلودوفسكا كوري وزوجها بيار كوري في 21 ديسمبر 1898م، في عينة يورانينيت. أثناء دراسة المعدن في وقت سابق، قام كوري وزوجها بإزالة اليورانيوم منه ووجدوا أن المواد المتبقية ما زالت مشعة. فصل الزوجان عنصرًا يشبه البزموت من العينة في يوليو 1898، التي تبين أنها بولونيوم، ثم فصلا خليطًا إشعاعيًا يتكون في الغالب من مكونين: مركبات الباريوم، التي أعطت لونًا أخضرًا لامعًا، ومركبات مشعة غير معروفة أعطت خطوط طيفية لم يتم توثيقها من قبل. وجد الزوجان أن المركبات المشعة تشبه إلى حد بعيد مركبات الباريوم، إلا أنها كانت غير قابلة للذوبان أكثر. جعل هذا من الممكن فصل المركبات المشعة واكتشاف عنصر جديد فيها. أعلن الزوجان كوري عن اكتشافهم للأكاديمية الفرنسية للعلوم في 26 ديسمبر 1898م. يرجع تاريخ تسمية الراديوم إلى حوالي عام 1899، من الكلمة الفرنسية الراديوم، التي تشكلت في اللاتينية الحديثة من دائرة نصف قطرها: وكان ذلك اعترافًا بقدرة الراديوم على انبعاث الطاقة على شكل أشعة. في سبتمبر 1910، أعلنت ماري كوري وأندريه لويس ديبيرين أنهما قد عزلا الراديوم كمعدن نقي من خلال التحليل الكهربائي من محلول كلوريد الراديوم النقي (RaCl2) باستخدام مهبط الزئبق، مما نتج عنه ملغمة راديوم - زئبقي. وبعد ذلك تم تسخين هذه الملغمة في جو من الهيدروجين لإزالة الزئبق، تاركًا معدن الراديوم النقي. في وقت لاحق من ذلك العام نفسه، عزل يولرالراديوم عن طريق التحلل الحراري من أزيد، Ra (N3) 2. تم إنتاج معدن الراديوم لأول مرة صناعيًا في بداية القرن العشرين من قبل شركة بيراكو، وهي شركة تابعة لاتحاد التعدين بأعالي كاتانغا (UMHK) في مصنع أولبن في بلجيكا.
تعتمد الوحدة التاريخية المشتركة للنشاط الإشعاعي، كوري، على النشاط الإشعاعي لـ 226Ra.

### التطبيقات التاريخية

#### الدهانات ذاتية اللمعان
كان الراديوم يُستخدم في السابق في دهانات ذاتية اللمعان للساعات والألواح النووية ومفاتيح الطائرات والساعات وأجهزة الاتصال. تحتوي الساعة النموذجية ذاتية اللمعان التي تستخدم طلاء الراديوم على حوالي 1 ميكروغرام من الراديوم. في منتصف العشرينات من القرن العشرين، تم رفع دعوى قضائية ضد مؤسسة الراديوم الأمريكية من قبل خمسة من «فتيات الراديوم» اللواتي استخدمن طلاء الراديوم المضيء على لوحات الساعات والساعات. وصدرت تعليمات لرسامين الاتصال الهاتفي بتنظيف فرشهم لتجنب الغرامات، وبالتالي عدم استخدام الراديوم. وتسبب تعرضهم للراديوم في آثار صحية خطيرة شملت القُرَح وفقر الدم وسرطان العظام. وذلك لأن الراديوم يخرج من الجسم كالكالسيوم، ويترسب في العظام، حيث يسبب النشاط الإشعاعي تحلل نخاع العظام ويمكن أن يسبب نخر خلايا العظم.
تقرّر خلال التقاضي أن علماء الشركة وإدارتها قد اتخذوا احتياطات كبيرة لحماية أنفسهم من آثار الإشعاع، ولكن لم يروا ذلك مهمًا لحماية موظفيهم. بالإضافة إلى ذلك، حاولت الشركات على مدى عدة سنوات تغطية الآثار وتجنب المسؤولية عن طريق الإصرار على أن فتيات الراديوم عانين بدلاً من ذلك من مرض الزهري. كان لهذا التجاهل التام لرفاهية الموظف تأثير كبير على صياغة قانون العمل وقانون المرض المهني.
ونتيجةً للدعوى، أصبحت الآثار الضارة للنشاط الإشعاعي معروفةً على نطاق واسع، وصدرت تعليمات للرسامين الذين يستخدمون الراديوم بوجوب اتباع احتياطات السلامة المناسبة وزُوِّدوا بمعدات واقية. لم يعد الفناون على وجه الخصوص يلمسون فرش الطلاء لتشكيلهم (مما يتسبب في ابتلاع بعض أملاح الراديوم). كان الراديوم لا يزال مُستخدمًا في الرسومات في وقت متأخر حتى الستينيات، ولكن لم تكن هناك إصابات أخرى.
تم إيقاف استخدام الطلاء المحتوي على الراديوم منذ الستينيات. وفي العديد من الحالات، تم تنفيذ الأوجه المضيئة باستخدام مواد فلورية غير مشعة متحركة بالضوء. تتوهج تلك الأجهزة في الظلام بعد التعرض للضوء. وعندما يتطلب الأمر لمعان ذاتي طويل الأمد في الظلام، يتم استخدام طلاء البروميثيوم المشع الأكثر أمناً -(نصف العمر 2.6 سنة) أو طلاء ثلاثي التريتيوم (نصف عمر 12 سنة)؛ وكلاهما مازالا مُستخدمان حتى اليوم. كان لذلك ميزةٌ إضافية وهي عدم تحطيم الفوسفور بمرور الوقت، على عكس الراديوم. يصدر التريتيوم إشعاعات بيتا منخفضة الطاقة (حتى أقل طاقة من إشعاع بيتا المنبعث من البروميثيوم) والذي لا يستطيع اختراق الجلد، دلاً من اختراق أشعة غاما للراديوم ويعتبر أكثر أمانًا.
قد تكون الساعات والأدوات التي يرجع تاريخها إلى النصف الأول من القرن العشرين، غالبًا في التطبيقات العسكرية، قد تم طلائها بدهان مضيء إشعاعي. لم تعد تلك المعدات مضيئة؛ ومع ذلك، لا يرجع ذلك إلى الاضمحلال الإشعاعي للراديوم (الذي يبلغ عمر نصفه 1600 عامًا) ولكن إلى تألق وسيط كبريتيد الزنك الفلوري الذي ينبعث عن طريق الإشعاع الصادر عن الراديوم. ويشير ظهور طبقة كثيفة اللون من الطلاء البني أو الأخضر المصفر في الأجهزة من هذه الفترة إلى وجود خطر إشعاعي. تعتبر الجرعة الإشعاعية من الجهاز منخفضة نسبيًا ولا تكون عادةً خطرة. لكن يعتبر الطلاء خطرًا إذا تم إطلاقه واستنشاقه أو ابتلاعه.

#### الاستخدام التجاري

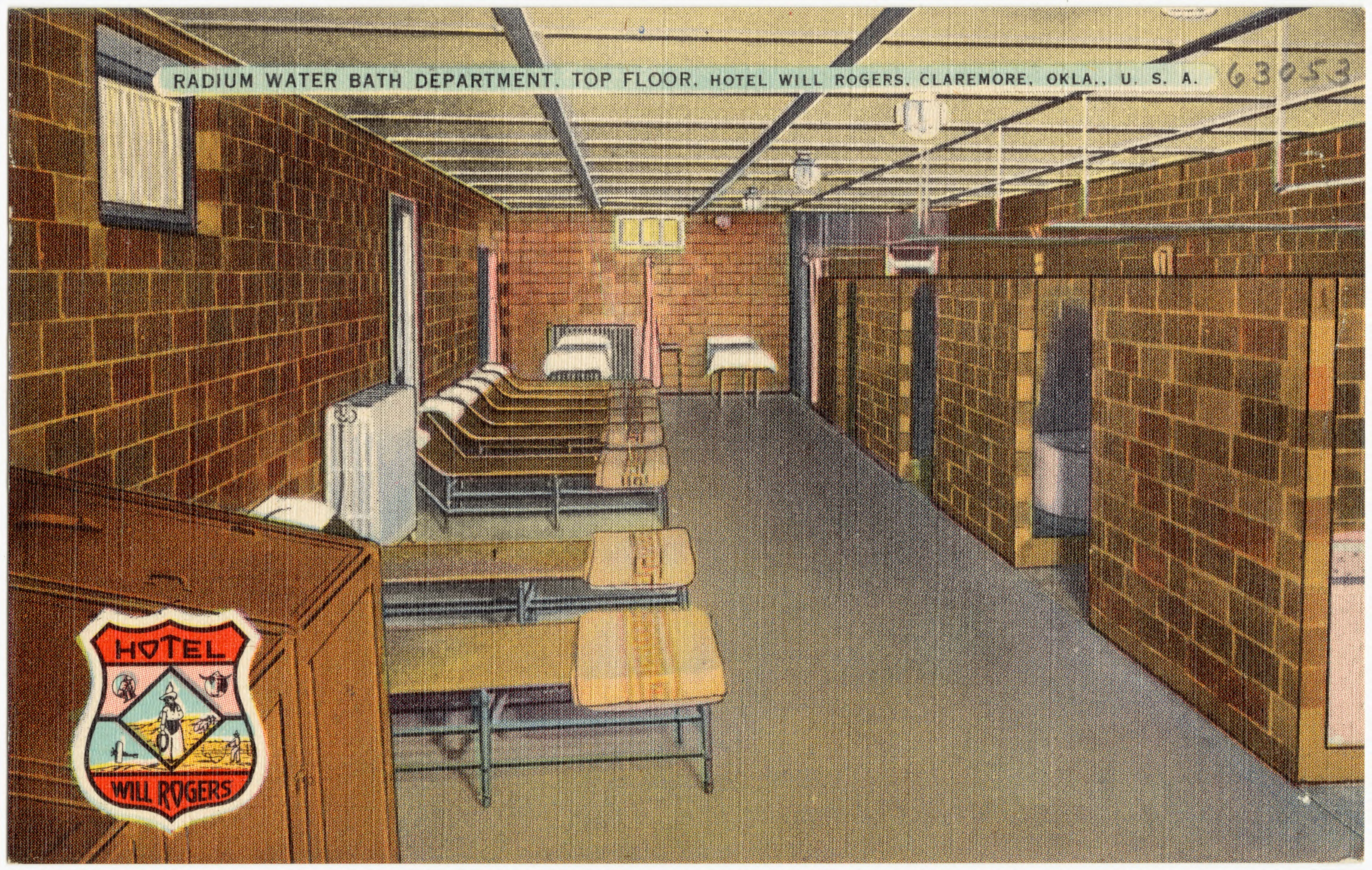
بطاقة بريدية في فندق للإعلان عن حمامات الراديوم في الأربعينات

كان الراديوم يدخل في صناعة منتجات مثل معجون الأسنان وكريمات الشعر، وحتى المواد الغذائية بسبب تأثيراته العلاجية المفترضة. وسرعان ما سقطت هذه المنتجات من الرواج وحظرتها السلطات في العديد من البلدان بعد اكتشاف أنها قد تكون لها آثار صحية ضارة خطيرة. لا تزال توصف المنتجعات التي تتميز بالمياه الغنية بالراديوم على أنها مفيدة، مثل تلك الموجودة في ميساسا، وتوتوري باليابان. في الولايات المتحدة، تم إعطاء إشعاعات أنفية بالراديوم للأطفال أيضًا لمنع مشاكل الأذن الوسطى أو اللوزتين من أواخر أربعينيات القرن العشرين حتى أوائل السبعينيات.

#### الاستخدام الطبي

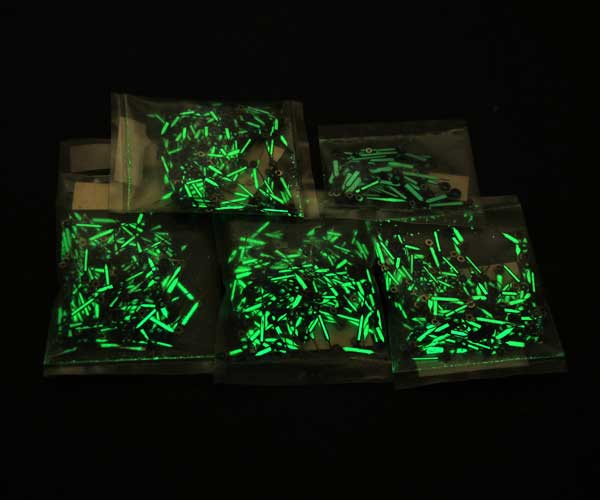
مشاهدة الراديوم اليدين تحت ضوء الأشعة فوق البنفسجية

تم استخدام الراديوم (عادةً في صورة كلوريد الراديوم أو بروميد الراديوم) في الطب لإنتاج غاز الرادون والذي كان يستخدم بدوره كعلاج للسرطان. فعلى سبيل المثال، تم استخدام العديد من مصادر الرادون في كندا في 1920 و 1930. ومع ذلك لم تعد العديد من المعالجات التي استخدمت في أوائل القرن العشرين تستخدم بسبب الآثار الضارة التي يسببها بروميد الراديوم. تشمل بعض الأمثلة على هذه الآثار فقر الدم والسرطان والطفرات الجينية. يتم استخدام بواعث جاما أكثر أمانًا مثل كوبالت -60 الأقل تكلفةً ومتوفرة بكميات أكبر اليوم عادةً لتحل محل الاستخدام التاريخي للراديوم في هذا التطبيق.

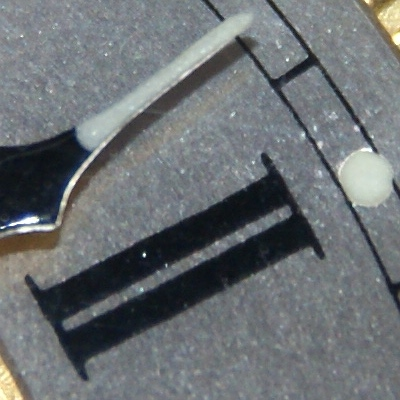
طلاء أبيض ذاتي اللمعان يحتوي على الراديوم على ساعة قديمة.

في أوائل القرن العشرين، استخدم البيولوجيون الراديوم للحث على التحولات ودراسة علم الوراثة. وفي وقت مبكر من عام 1904، استخدم دانيال ماكدوجال الراديوم في محاولة لتحديد ما إذا كان يمكن أن يثير طفرات كبيرة مفاجئة ويتسبب في تحولات تطورية كبيرة. استخدم توماس هانت مورغان الراديوم للحث على التغييرات التي أدت إلى ذبابة الفاكهة ذات العين البيضاء. درس عالم الأحياء هيرمان مولر الحائز على جائزة نوبل لفترة وجيزة آثار الراديوم على طفرات ذبابة الفاكهة قبل اللجوء إلى تجارب الأشعة السينية الأكثر تكلفة.
كان هاورد أتوود كيلي، أحد الأطباء المؤسسين لمستشفى جونز هوبكنز، رائدًا رئيسيًا في الاستخدام الطبي للراديوم لعلاج السرطان. كان أول مريض له هو خالته في عام 1904، التي تُوفيت بعد الجراحة بوقت قصير. ومن المعروف أن كيلي استخدم كميات زائدة من الراديوم لعلاج أنواع مختلفة من السرطان والأورام. ونتيجةً لذلك، تُوفي بعض مرضاه من التعرض للراديوم. كان أسلوبه لتطبيق الراديوم هو إدخال كبسولة الراديوم بالقرب من المنطقة المصابة، ثم خياطة «نقاط» الراديوم مباشرة إلى الورم. كانت هذه هي الطريقة نفسها المستخدمة في علاج هنريتا لاكس، المضيف لخلايا هيلا الأصلية، لعلاج سرطان عنق الرحم. في الوقت الحالي، يتم استخدام نظائر مشعة أكثر أمانًا وأكثر توفرًا بدلاً من ذلك.

## إنتاج الراديوم
لم يكن لليورانيوم استخدام واسع النطاق في أواخر القرن التاسع عشر، وبالتالي لم يكن هناك مناجم كبيرة لليورانيوم. في البداية كان المصدر الكبير الوحيد لخام اليورانيوم هو مناجم الفضة (من الذهب) في يواخيمستال الإمبراطورية النمساوية المجرية (المعروفة الآن بياخيموف، بجمهورية التشيك). كان خام اليورانيوم فقط منتج ثانوي لأنشطة التعدين.
استخدمت كوري في الاستخراج الأول للراديوم المخلفات بعد استخراج اليورانيوم من بيتشبلند. تم استخلاص اليورانيوم عن طريق إذابته في حمض الكبريتيك مخلفاً كبريتات الراديوم، والتي تشبه كبريتات الباريوم ولكنها أقل قابلية للذوبان في البقايا. وتحتوي البقايا أيضًا على كميات كبيرة من كبريتات الباريوم التي تعمل كحامل لكبريتات الراديوم. وشملت الخطوات الأولى لعملية استخراج الراديوم الغليان مع هيدروكسيد الصوديوم متبوعًا بمعالجة حمض الهيدروكلوريك لإزالة أكبر قدر ممكن من المركبات الأخرى. ثم تمت معالجة المتبقي بكربونات الصوديوم لتحويل كبريتات الباريوم إلى كربونات الباريوم التي تحمل الراديوم، مما يجعلها قابل للذوبان في حمض الهيدروكلوريك. بعد الذوبان يتم إعادة الباريوم والراديوم كالكبريتات وتكرر ذلك مرة واحدة أو عدة مرات، ولمزيد من تنقية الكبريتات المختلطة، تمت إزالة بعض الشوائب التي تشكل كبريتيدات غير قابلة للذوبان عن طريق معالجة محلول الكلوريد مع كبريتيد الهيدروجين متبوعًا بالتصفية. عندما كانت الكبريتات المختلطة نقية بدرجة كافية، تم تحويلها مرة أخرى إلى كلوريد مختلط وتم فصل الراديوم عن طريق البلورة التجزيئية أثناء مراقبة التقدم باستخدام مطياف بصري (يعطي الراديوم خطوطًا حمراء مميزة على النقيض من خطوط الباريوم الخضراء)، والمجهر الكهربائي.
بعد عزل الراديوم على يد ماري وبيير كوري من خامات اليورانيوم من يواخيمهستال بدأ العديد من العلماء عزل الراديوم بكميات صغيرة. في وقت لاحق اشترت الشركات الصغيرة مخلفات المناجم من مناجم يواخيمهستال وبدأت في عزل الراديوم. في عام 1904 قامت الحكومة النمساوية بتأميم الألغام وتوقفت عن تصدير الخام الخام. لبعض الوقت كان توافر الراديوم منخفضًا.
أدى تشكيل احتكار النمسا إلى خلق حافز قوي لدى البلدان الأخرى للوصول إلى الراديوم إعن طريق البحث العالمي عن خامات اليورانيوم. تولت الولايات المتحدة منصب المنتج الرئيسي في أوائل العقد الأول من القرن السابق. احتوت رمال كارنوتيت في كولورادو على بعض العناصر، بينما تواجدت خامات أغنى في جمهورية الكونغو الديمقراطية ومنطقة بحيرة الدب العظيم وبحيرة الرقيق العظمى جريت سليف في شمال غرب كندا. لا يتم استخراج أي من رواسب الراديوم ولكن محتوى اليورانيوم يجعل التنقيب مُربحًا.
لا تزال عملية كوريس تستخدم لاستخراج الراديوم الصناعي في عام 1940، ولكن تم استخدام بروميدات مختلطة للتجزئة. إذا لم يكن محتوى الباريوم من خام اليورانيوم عاليًا بما فيه الكفاية، فمن السهل إضافة بعضه لحمل الراديوم. تم تطبيق هذه العمليات على خامات اليورانيوم عالية الجودة ولكنها قد لا تعمل بشكل جيد مع خامات منخفضة الدرجة.
كان لا يزال يتم استخلاص كميات صغيرة من الراديوم من خام اليورانيوم بهذه الطريقة من التبادل الأيوني في أواخر التسعينيات، ولكن اليوم يتم استخلاصها فقط من الوقود النووي المستهلك. في عام 1954، بلغ إجمالي الإمدادات العالمية من الراديوم المنقى حوالي 5 أرطال (2.3 كجم) ولا يزال في هذا النطاق اليوم، في حين أن الإنتاج السنوي لمركبات الراديوم النقية يبلغ حوالي 100 غرام فقط في المجموع. تشمل الدول الرئيسية المنتجة للراديوم بلجيكا وكندا وجمهورية التشيك وسلوفاكيا والمملكة المتحدة وروسيا. كانت كميات الراديوم المنتجة دائمًا صغيرة نسبيًا؛ فعلى سبيل المثال، في عام 1918، تم إنتاج 13.6 جم من الراديوم في الولايات المتحدة. يتم عزل المعدن عن طريق تقليل أكسيد الراديوم مع معدن الألومنيوم في فراغ عند 1200 درجة مئوية.

## المخاطر
يعتبر الراديوم ونظائره عنصر مُشع للغاية، كما يتمتع غاز الرادون بخواص مشعة أيضًا. عند تناولها، يترك 80٪ من الراديوم المبتلع الجسم عبر البراز، في حين يذهب الباقي إلى مجرى الدم (20٪)، ويتراكم معظمه في العظام. يمكن أن يسبب التعرض للراديوم، سواءًا كان داخلي أو خارجي، السرطان والاضطرابات الأخرى، لأن الراديوم والراديون يصدران أشعة ألفا وغاما اللذان يقتلان الخلايا وتحورها. في وقت مشروع مانهاتن في عام 1944، تم تحديد «الجرعة المسموح بها» للعمال عند 0.1 ميكروغرام من الراديوم المبتلع.
بعض الآثار البيولوجية للراديوم كانت ظاهرة منذ البداية. تم الإبلاغ عن أول حالة لما يسمى «التهاب الجلد الخاص بالراديوم» في عام 1900، بعد عامين فقط من اكتشاف العنصر. وحمل الفيزيائي الفرنسي أنطوان بيكريل أمبولة صغيرة من الراديوم في جيبه الصدري لمدة 6 ساعات، وأفاد أن جلده أصبح متقرحا. كان بيير وماري كوري مفتونين بالإشعاع لدرجة أنهم ضحوا بصحتهم لتعلم المزيد عنها. أرفق بيير كوري أنبوبًا مملوءًا بالراديوم بذراعه لمدة عشر ساعات، مما أدى إلى ظهور قرحة جلدية، مما يشير إلى استخدام الراديوم لمهاجمة الأنسجة السرطانية حيث أنها هاجمت الأنسجة السليمة. ويلقى باللوم على الراديوم في وفاة ماري كوري بسبب فقر الدم اللاتنسجي.
يعتبر نظير الراديوم 226Ra اليوم هو الأكثر سميةً من حيث كمية الإشعاع، ويجب التعامل معها في صناديق القفازات الضيقة مع دوران تيار هواء هام يعالج بعد ذلك لتجنب هروب النظير 222Rn إلى البيئة. يجب فتح الأمبولات القديمة التي تحتوي على محاليل الراديوم بحذر لأن التحلل الراديوي للماء يمكن أن يؤدي إلى زيادة الضغط في غاز الهيدروجين والأكسجين.